# Jacqueline Lugner

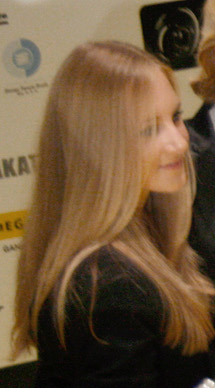
Jacqueline Lugner anlässlich der Verleihung des Amadeus Award 2010

Jacqueline Christine Lugner (* 12. Dezember 1993) ist eine österreichische Unternehmerin.

## Herkunft und Privates
Jacqueline Christine Lugner ist die gemeinsame Tochter des Unternehmers und Society-Mannes Richard Lugner und dessen vierter Ehefrau Christina Lugner. In der Jahresmitte 2024 heiratete sie den FPÖ-Politiker Leo Kohlbauer, der ihren Nachnamen annahm.
Davor war sie von 2009 bis 2016 mit dem Künstleragenten Helmut Werner liiert, mit dem sie – bis zu ihrem Ausstieg als geschäftsführende Gesellschafterin – von Juni bis Oktober 2012 ein gemeinsames Unternehmen betrieb.

## Berufliches

### Lugner-Firmengruppe
Jacqueline Lugner wurde von ihrem Vater als seine eigene Nachfolgerin für den Großteil seiner Firmengruppe aufgebaut. Bereits im Juli 2016 war sie zur Prokuristin der Lugner Kino GmbH, im November 2016 zur Prokuristin der Lugner City GmbH bestellt worden.
Sie ist laut Firmenbuch in folgenden Unternehmen Geschäftsführerin (Stand 8. Februar 2025):
- Lugner City GmbH (FN 062362i; Gesellschafterin (90 %): Lugner-Söhne-Privatstiftung): GF gemeinsam mit Richard Lugner und Gerald Friede[9][10][11]
- Lugner Kino GmbH (FN 257998i; Gesellschafter: Richard Lugner): GF gemeinsam mit Richard Lugner[12]
- Lugner Immo GmbH (FN 182683b; Gesellschafterin (90 %): Lugner-Söhne-Privatstiftung): GF gemeinsam mit Richard Lugner und Gerald Friede[13]
- Lugner Garagen GmbH (FN 398366h; Gesellschafterin: Lugner Kino GmbH): GF gemeinsam mit Richard Lugner und Gerald Friede[14]

Nicht im Firmenbuch eingetragenes Einzelunternehmen:
- Jacqueline Christine Lugner seit 2. Dezember 2016 mit der Tätigkeitsbeschreibung „Sonstige freiberufliche, wissenschaftliche und technische Tätigkeiten a.n.g. Einzelhandel mit Bekleidung“[2]

Die Lugner Bau GmbH (FN 301587k; Gesellschafter Richard Lugner) wird von Richard Alexander Lugner (jun.) geführt (gemeinsam mit Richard Lugner).

### Gewerbeberechtigungen
Im Gewerbeinformationssystem Austria (GISA) sind auf Jacqueline Christine Lugner aufrechte Gewerbeberechtigungen für folgende freien Gewerbe eingetragen, jeweils mit Entstehungsdatum 5. November 2014:
- „Handelsgewerbe mit Ausnahme der reglementierten Handelsgewerbe“ (GISA-Zahl 14797620)
- „Vermittlung von Werk- und Dienstleistungsverträgen an Befugte unter Ausschluss der Übernahme von Aufträgen im eigenen Namen und auf eigene Rechnung sowie ausgenommen der den Arbeitsvermittlern, Immobilientreuhändern, Reisebüros, Transportagenten, Spediteuren, Vermögensberatern, Versicherungsvermittlern und Wertpapiervermittlern vorbehaltenen Tätigkeiten (Künstleragentur)“ (GISA-Zahl 14797637)

## Society
Richard Lugner war sehr bemüht, seine Unternehmen sowie seine Eigenmarke durch internationale Berühmtheiten aufzuwerten, und buchte solche Persönlichkeiten über Agenturen für gemeinsame Auftritte mit ihm in Wien, meist für Autogrammstunden in der Lugner City. Besonders bekannt war er dafür, prominente Personen zum Wiener Opernball „einzuladen“. Nationale und internationale Medien zollten ihm und seinen Gästen oft erhebliche Aufmerksamkeit.
Laut ihrem Vater hatte Jacqueline Lugner „seit Jahren die Gäste ausgesucht“, denn sie kenne die Hollywoodstars besser als er. Sie selbst trat jedoch kaum in der Öffentlichkeit auf. Ausgenommen davon waren Auftritte an der Seite ihres Vaters beziehungsweise ihrer Familie bei diversen Reality-TV-Formaten wie Die Lugners oder bei Fernsehübertragungen des Opernballs.

## Erbschaft
Anfang Oktober 2024 fand beim eingesetzten Wiener Notar eine Verlassenschaftsabhandlung der Verlassenschaft nach Richard Lugner statt. Seine Tochter Jacqueline, die nicht persönlich erschien und sich durch einen Rechtsanwalt vertreten ließ, trat das Erbe nur bedingt an („bedingte Erbantrittserklärung“). Von der Erbmasse nicht umfasst ist die Lugner City. Deren Trägergesellschaft, die Lugner City GmbH, steht zu 90 % im Eigentum der Lugner-Söhne-Privatstiftung; die restlichen 10 % sind (Stand Anfang 2025) von Richard Lugner gehalten.